# Teyl brydensis
Espèce
Teyl brydensis est une espèce d'araignées mygalomorphes de la famille des Anamidae.

## Distribution
Cette espèce est endémique d'Australie-Occidentale. Elle se rencontre au Great Southern au lac Bryde et au Wheatbelt au lac King.

## Description
Le mâle holotype mesure 16,4 mm.

## Systématique et taxinomie
Cette espèce a été décrite par Rix, Wilson et Harvey en 2023.

## Étymologie
Son nom d'espèce, composé de bryd[e] et du suffixe latin -ensis, « qui vit dans, qui habite », lui a été donné en référence au lieu de sa découverte, le lac Bryde.

## Publication originale
- (en) M. G. Rix, J. D. Wilson et M. S. Harvey, « A revision of the open-holed trapdoor spiders of the Teyl damsonoides-group (Mygalomorphae: Anamidae: Teylinae) from south-western Australia », Journal of Arachnology, Lubbock (Texas), vol. 51, no 3,‎ 2023, p. 287-377 (ISSN 0161-8202, e-ISSN 1937-2396).